# Walter Marty (Politiker)
Walter Marty (* 18. September 1962 in Ellighausen) ist ein Schweizer Politiker (SVP). 
Von 2000 bis 2019 war er Gemeindepräsident der Politischen Gemeinde Kemmental. Er trat überraschend von diesem Amt zurück, als er beruflich die Stelle als Gemeindeschreiber von Trüllikon im Zürcher Weinland zugesagt erhielt.
Von 2006 bis 2019 war Marty Mitglied des Grossrats im Kanton Thurgau. In den Jahren 2016 bis 2018 war er Präsident der Geschäftsprüfungs- und Finanzkommission des Grossen Rates Thurgau. In den Jahren 2008 bis 2013 war er Präsident der SVP Thurgau. 
Walter Marty ist verheiratet und Vater von zwei Kindern. Er wohnt seit 2019 in Frauenfeld.